# Philipp Stähelin
Philipp Stähelin, né le 2 avril 1944 à Frauenfeld (originaire de Sommeri), est un homme politique suisse du canton de Thurgovie, conservateur, catholique et traditionaliste, proche du centre.

## Biographie
Philipp Stähelin est né de Willi Stähelin, conseiller d'État thurgovien de 1935 à 1968, et de Margaritha Moser, fille de Josef, boucher et marchand de bétail. Issue d'une famille aisée de Sommeri (d'Obersommeri en 1759 et de Niedersommeri en 1813), originaire d'Egnach, ils occupent de nombreuses charges publiques depuis le XIXe siècle (présidents de commune, juges de district et députés au Grand Conseil). À l'exception de Johann Andreas Stähelin, libéral-radical au début de sa carrière, les Stähelin furent fermement ancrés dans les milieux catholiques.
Conseiller d'État thurgovien de 1988 à 2000, conseiller aux États de 1999 à 2011, il est élu en mai 2001 jusqu'en février 2004 président du Parti démocrate-chrétien (PDC), prédécesseur d'Adalbert Durrer (*1950-2008). Démissionnaire de la présidence du parti, il est remplacé par Doris Leuthard.

## Sources
- Assemblée fédérale suisse, « Philipp Stähelin » (consulté le 18 avril 2012)
- « Stähelin (famille) » dans le Dictionnaire historique de la Suisse en ligne. (consulté le 19 avril 2012)